# Tandilia leucanidia
Tandilia leucanidia är en fjärilsart som beskrevs av Max Wilhelm Karl Draudt 1924. Tandilia leucanidia ingår i släktet Tandilia och familjen nattflyn. Inga underarter finns listade i Catalogue of Life.